# Canonnières fluviales françaises (1915)
Les canonnières fluviales françaises sont des canonnières armées par la Marine nationale en soutien de l'Armée de terre pendant la Première Guerre mondiale.

## Caractéristiques
Deux modèles existent, la canonnière de 10 (ou type K) et la canonnière de 14 (ou type A).

### Canonnière de 14 (type A)
Cette série regroupe les canonnières A, B, C, D, F, G, H et I.
Ce modèle est conçu en s'inspirant de plans établis en 1875 par l'ingénieur Dislère. Il est armé à l'avant d'un canon de 138 mm modèle 1887, modèle 1891 ou modèle 1893 et à l'arrière de deux canons de 47 modèle 1885 utilisés en anti-aérien,. Les tubes sont remplacés en cas d'éclatement ou d'usure trop importante puis sont réalésés en juin 1917 au calibre 145 mm.
Équipées de deux chaudières et deux machines (puissance unitaire 110 ch), ces canonnières ont une vitesse de 9 nœuds. Elles ont une longueur de 27,50 m (canonnières A à D) ou 28,70 m (canonnières F à I), une largeur de 5 m, un tirant d'eau de 1,10 à 1,20 m et un déplacement de 110 tonnes,. La partie centrale du bateau est blindée à 20 mm mais la coque elle-même n'est épaisse que de 5 mm.
Les huit canonnières sont construites à Brest (A, B, F et I) et Lorient (C, D, G et H) de mai à juillet 1915. Elles réutilisent les chaudières de chaloupes à vapeur militaires (A à D), de la compagnie des bateaux parisiens (G et H) ou de torpilleurs réformés (F et I).

#### Liste
- A (surnommée Ardente) - Mise en service en 1915 et renvoyée dans les ports en 1918[5].
- B (surnommée Brutale) - Mise en service en juin 1915 et retirée du service le 7 janvier 1918, perdue le 7 janvier 1918 après naufrage le 4 janvier 1918[6].
- C (surnommée Cruelle) - mise en service en juin 1915[7], mise hors de service par un tir de contre-batterie le 16 juillet 1916 (un tué et neuf blessés), réparée par son équipage dès le 24 juillet[8], renommée Aisne en décembre 1918[7] et rayée en 1929[9].
- D (surnommée Décidée) - Mise en service en juin 1915 et rayée en 1923[7].
- F (surnommée Furieuse) - Mise en service en 1915, naufrage le 4 janvier 1918[6],[10].
- G (surnommée Guerrière) - Mise en service en 1915, renommée Marne en 1918 et rayée en 1932[11].
- H - Mise en service en 1915, renommée Oise en 1918 et rayée en 1932[7].
- I - Mise en service en 1915, renommée Somme en décembre 1918 et rayée en 1932[7].

### Canonnière de 10 cm (type K)
Cette série regroupe les canonnières K, L, M et O. 
Ce modèle est armé de deux canon de 100 mm modèle 1891 ou modèle 1893, à chaque extrémité et deux canons de 47 utilisés en anti-aérien. Les canons de 100 mm des canonnières M et O sont réalésés au calibre 105 mm en juin 1917.
Elles sont équipées d'une chaudière et d'une machine de 200 ch, récupérée sur les torpilleurs 130 et 131 ou sur la canonnière Balny. Les canonnières type K ont une vitesse de 10 nœuds. Elles ont une longueur de 28,50 m, une largeur de 5 m, un tirant d'eau de 1,85 m et un déplacement de 161 ou 180 tonnes (selon les sources,). Elles sont blindées à 2 cm,.
Les quatre canonnières sont construites à Brest et Lorient de juillet à septembre 1915.

#### Liste
- K - Mise en service en 1915, rayée des listes en 1918[7]
- L - Mise en service en 1915, rayée des listes en 1918[7]
- M - Mise en service en 1915, rayée des listes en 1918[7]
- O - Mise en service en 1915, rayée des listes en 1918[7]

## Utilisation opérationnelle

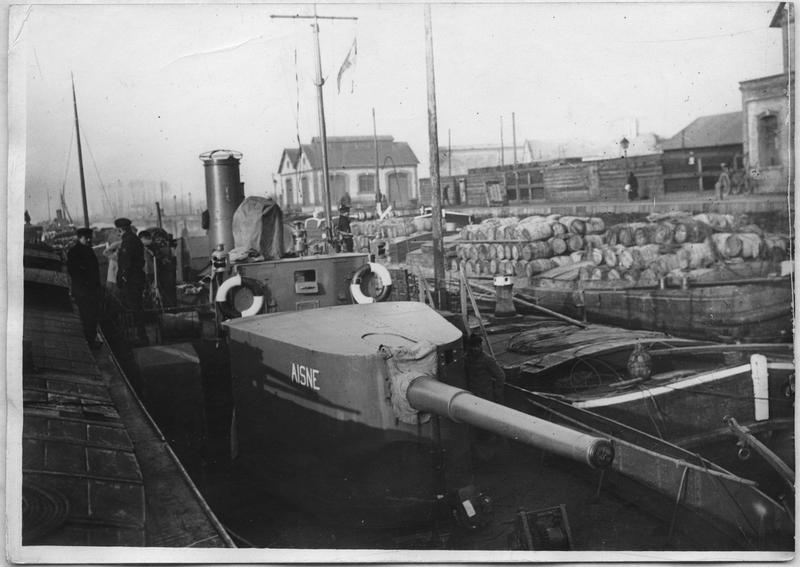
La canonnière Aisne (ex-Cruelle) stockée en 1919 à Tancarville.

Les canonnières fluviales sont organisées en trois batteries, la 1re batterie avec les canonnières A, B, C et D, la 2e batterie avec les F, G, H, I et la 3e avec les K, L, M et O. En février 1916, les 2e et 3e batteries deviennent des batteries mixtes, avec F, G, M et O à la 2e et H, I, K et L à la 3e. En juin 1917, les batteries sont renommées groupes.
Les 1er et 2e groupes sont fusionnés en juillet 1917.
Les unités de canonnières fluviales sont dissoutes en décembre 1917. Néanmoins, les canonnières C, G, H et I sont remises en service entre novembre et décembre 1918 pour patrouiller sur le Rhin. Basées à Mayence, elles sont retirées du service fin 1920.

## Annexe